# みそや呉服店
みそや呉服店（みそやごふくてん）は、和歌山県橋本市に所在する呉服商、町家。別館主屋等が歴史的建築物として国の登録有形文化財に登録されている。

## 概要
創業は1495年 (明応4年) で、当時から現在の橋本市に所在。かつては旧伊勢街道に南面して建っていたが、区画整理により現在地に移転した。江戸時代から明治時代にかけて建築された建物が2004年 (平成16年) 2月17日に国の登録有形文化財となった。周囲にも複数の登録有形文化財が所在する。

## 建築

### 別館主屋
- 1884年 (明治17年) 竣工、木造、2階建、瓦葺き、建築面積126m2、切妻造、桟瓦葺き。西半分が中庭をとって表屋造風。2階には瀟洒な床棚、長押を省略した数寄屋風の座敷を配置。緩い起り屋根、虫籠窓風の表2階の窓等がある、当地では珍しい京町家風の外観。

### 別館上蔵及び離れ座敷
- 明治時代竣工、2階建、土蔵造、瓦葺き、建築面積66m2。主屋背後に建つ妻入り道具蔵。南に蔵前を設け、軒に大型の鉢巻を廻し、戸口に屋号を塗り込んだ観音開き土戸を釣り込む。東の離れ座敷は床付の数寄屋風座敷と仏間からなる。

### 別館下蔵
- 江戸時代の1808年 (文化5年)竣工、2階建、土蔵造、切妻造、瓦葺き、建築面積30m2。南面戸前に庇を付ける。内部は1階全面土間で、味噌蔵または道具蔵として使用された。小規模で簡素な土蔵だが、開口部の入念な塗り廻しや垂木を波形に塗り込めた軒廻りを持つ。

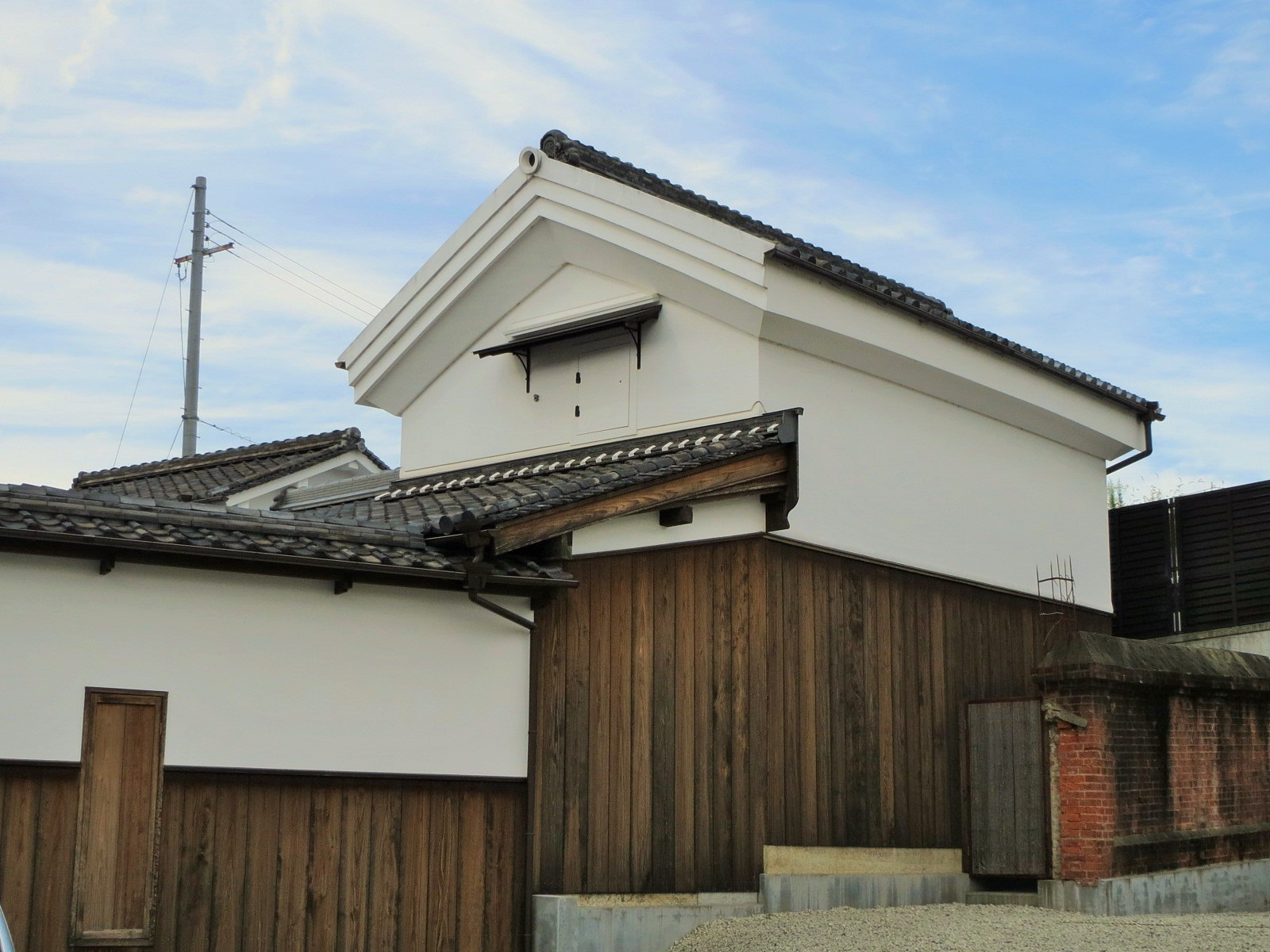
みそや別館上蔵
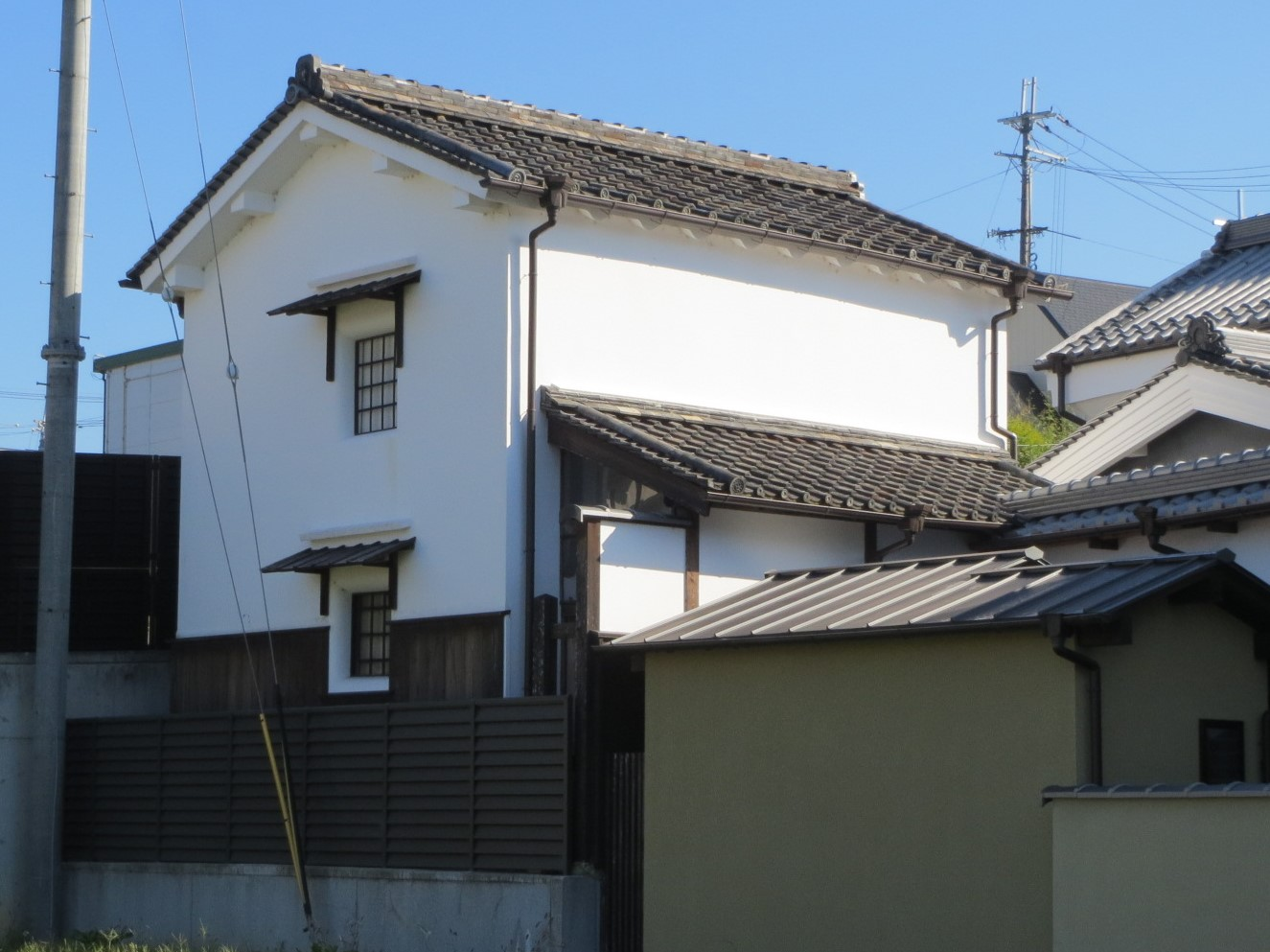
みそや別館下蔵

## 現地情報

### 住所
- 和歌山県橋本市橋本1丁目5-15

### 交通アクセス
- 南海高野線、和歌山線橋本駅より徒歩7分

### 営業情報
- 営業時間 – 9：00～18:00
- 定休日 – 日曜日

### 周辺施設
- 旧橋本本陣池永家住宅, 火伏医院 - 登録有形文化財